# Jean François André
Pour les articles homonymes, voir André.
Jean François André est un homme politique français né le 4 avril 1767 à Toul (Trois-Évêchés) et décédé le 15 octobre 1848 à Colmar (Haut-Rhin).
Conseiller à la Cour d'appel de Colmar, il est député du Haut-Rhin de 1827 à 1834, siégeant au centre gauche.

## Sources
- « Jean François André », dans Adolphe Robert et Gaston Cougny, Dictionnaire des parlementaires français, Edgar Bourloton, 1889-1891 [détail de l’édition]